# Беналуан, Йоан
Йоа́нн Беналуа́н (араб. يوهان بن علوان‎; родился 28 марта, 1987 года, Баньоль-сюр-Сез, Франция) — тунисский футболист, защитник греческого клуба «Арис» Салоники. Выступал за сборной Туниса, участник чемпионата мира 2018 года.

## Клубная карьера
Беналуан — воспитанник клуба «Сент-Этьен», за который он играл в 2001—2010 годах. 12 января 2008 года в матче против «Валансьена» дебютировал в чемпионате Франции. 22 марта 2009 года в матче против «Лорьяна» забил первый гол за «Сент-Этьен».
31 августа 2010 года перешёл в итальянский клуб «Чезена». 2 октября в матче против «Удинезе» дебютировал в чемпионате Италии.
20 августа 2012 года перешёл в другой итальянский клуб «Парму». 30 марта 2013 года в матче против «Пескары» забил первый гол в Серии А. Летом 2013 года защитником активно интересовался «Интер».
3 января 2014 года перешёл в другой клуб из Серии А «Аталанту». За «Аталанту» сыграл 44 матча и забил 1 гол в чемпионате Италии. Летом 2014 года к тунисцу предъявлял интерес «Рубин».
3 августа 2015 года за 8 миллионов евро перешёл в английский клуб «Лестер Сити», подписав контракт на 4 года. 8 августа в матче против «Сандерленда» дебютировал в Премьер-лиге.

## Международная карьера
Несмотря на один проведённый матч за молодёжную сборную Франции, Йоанн выбрал выступать за сборную Туниса, но он два раза отказался от участия в матчах сборной, надеясь, что его вызовет главный тренер французской сборной Лоран Блан. За такие действия ФИФА сделали предупреждения игроку.

## Статистика
| Сезон           | Клуб            | Дивизион        | Лига  | Лига | Кубок | Кубок | Континентальные | Континентальные | Всего | Всего |
| Сезон           | Клуб            | Дивизион        | Матчи | Голы | Матчи | Голы  | Матчи           | Голы            | Матчи | Голы  |
| --------------- | --------------- | --------------- | ----- | ---- | ----- | ----- | --------------- | --------------- | ----- | ----- |
| 2007/08         | Сент-Этьен      | Лига 1          | 7     | 0    | 0     | 0     | 0               | 0               | 7     | 0     |
| 2008/09         | Сент-Этьен      | Лига 1          | 29    | 1    | 0     | 0     | 9               | 1               | 38    | 2     |
| 2009/10         | Сент-Этьен      | Лига 1          | 29    | 1    | 3     | 0     | 0               | 0               | 32    | 1     |
| 2010/11         | Сент-Этьен      | Лига 1          | 1     | 0    | 1     | 0     | 0               | 0               | 1     | 0     |
| 2010/11         | Чезена          | Серия А         | 15    | 0    | 1     | 0     | 0               | 0               | 16    | 0     |
| 2011/12         | Чезена          | Серия А         | 11    | 0    | 3     | 1     | 0               | 0               | 14    | 1     |
| 2012/13         | Парма           | Серия А         | 21    | 1    | 1     | 0     | 0               | 0               | 22    | 1     |
| 2013/14         | Парма           | Серия А         | 4     | 0    | 1     | 0     | 0               | 0               | 5     | 0     |
| 2013/14         | Аталанта        | Серия А         | 17    | 0    | 1     | 0     | 0               | 0               | 18    | 0     |
| 2014/15         | Аталанта        | Серия А         | 27    | 1    | 2     | 0     | 0               | 0               | 29    | 1     |
| 2015/16         | Лестер Сити     | Премьер-лига    | 4     | 0    | 4     | 0     | 0               | 0               | 8     | 0     |
| Всего в карьере | Всего в карьере | Всего в карьере | 165   | 4    | 17    | 1     | 9               | 1               | 191   | 6     |